# Biklozja
Biklozja (ryska: Бикложа) är ett vattendrag i Belarus.   Det ligger i voblasten Vitsebsks voblast, i den norra delen av landet, 180 kilometer nordost om huvudstaden Minsk.
I omgivningarna runt Biklozja växer i huvudsak blandskog. Runt Biklozja är det glesbefolkat, med 18 invånare per kvadratkilometer.